# Muzeul Calouste Gulbenkian
Muzeul Calouste Gulbenkian (în portugheză: Museu Calouste Gulbenkian; în armeană: Գալուստ Գյուլբենկյանի թանգարան) este un muzeu portughez din cartierul Avenidas Novas din Lisabona. Exponatele muzeului constau din colecția unui miliardar armean pe nume Calouste Gulbenkian, care s-a îmbogățit din afacerile cu petrol. De-a lungul vieții a reușit să colecționeze multe obiecte, dar la sfârșitul vieții și-a donat colecția astfel încât oricine să poată s-o admire.